# La lettera anonima
La lettera anonima è una farsa in un atto composta da Gaetano Donizetti nel 1822 su libretto di Giulio Genoino, rappresentata per la prima volta al Teatro del Fondo di Napoli il 29 giugno 1822.
Donizetti, munito di una raccomandazione del suo maestro Johann Simon Mayr, si trovava nella città partenopea, legato da un contratto all'impresario Domenico Barbaja, per il quale aveva già prodotto La zingara al Teatro Nuovo il 12 maggio. Appena sei settimane dopo presentò al pubblico la nuova farsa, su libretto di Giulio Genoino, ex monaco e censore ufficiale del Regno delle Due Sicilie, che aveva adattato una commedia di Pierre Corneille, Mélite, ou les fausses lettres (1629).

## Cast della prima assoluta
| Personaggio | Interprete               |
| ----------- | ------------------------ |
| Rosina      | Giuseppina Fabré         |
| Filinto     | Giovanni Battista Rubini |
| Melita      | Teresa Cecconi           |
| Don Macario | De Franchi               |
| Lauretta    | Raffaela De Bernardis    |
| Giliberto   | Giovanni Pace            |
| Flageolet   | Calvarola                |

## Trama
«L'azione si finge in Napoli, e propriamente nella casa del Conte.»
Il fidanzamento tra Rosina e Filinto rischia di andare a monte quando Rosina entra in possesso di una lettera in cui si parla di una presunta infedeltà del promesso sposo, accusato persino di avere già moglie. La lettera è stata scritta da Melita, segretamente innamorata di Filinto. La serva Lauretta viene indicata come autrice della missiva, ma è discolpata da Don Macario, che assicura che non sa scrivere. Melita infine confessa, viene perdonata da Rosina e tutti si riconciliano.

## Struttura musicale
- Sinfonia

### Atto Unico
- N. 1 - Introduzione e Cavatina di Rosina Eccellenza permettete... - Bravi! così va bene (Coro, Gilberto, Conte, Rosina)
- N. 2 - Duetto fra Filinto e Rosina Questo giorno, amata sposa
- N. 3 - Cavatina di Melita Signori! il ciel vi dia (Melita, Conte, Gilberto)
- N. 4 - Cavatina di Flagelot Allons la mossa
- N. 5 - Quartetto Stelle che intesi! ahi! misera (Rosina, Conte, Melita, Filinto)
- N. 6 - Aria di Filinto No non è vero (Filinto, Gilbero, Flagelot, Lauretta, Coro)
- N. 7 - Duetto fra Rosina e Melita Dimenticarlo! e come?
- N. 8 - Coro Fegliù, stateme a sentì (Conte, Gilberto, Coro)
- N. 9 - Finale Donna iniqua, e sconoscente (Rosina, Lauretta, Filinto, Melita, Gilberto, Conte, Flagelot, Coro)

## Discografia
| Anno | Cast: Rosina, Filinto, Melita, Lauretta, Don Macario                                | Direttore, Orchestra e Coro                                                   | Etichetta              |
| ---- | ----------------------------------------------------------------------------------- | ----------------------------------------------------------------------------- | ---------------------- |
| 1972 | Benedetta Pecchioli, Pietro Bottazzo, Rosa Laghezza, Carla Virgili, Rolando Panerai | Franco Caracciolo, Orchestra Scarlatti di Napoli e Coro Amici della Polifonia | CD: On Stage Cat: 4702 |